# Crăciunul în Canaan
Crăciunul în Canaan (titlu original: Christmas in Canaan) este un film de Crăciun dramatic  din 2009 cu cântărețul de muzică country Billy Ray Cyrus. Filmul este bazat pe cartea omonimă scrisă de artistul de muzică country Kenny Rogers și Donald Davenport. Filmările au avut loc la Vancouver, Columbia Britanică, Canada și au început în luna august 2009 și s-au terminat la mijlocul lunii septembrie.
Premiera filmului a fost la 12 decembrie 2009 pe canalul Hallmark. Cântecul  "We'll Get By Somehow (We Always Do)" (interpretat de Cyrus) a fost transformat într-un videoclip.

## Prezentare
În orașul rural Canaan, Texas are loc o încăierare în autobuzul școlar între doi colegi - unul, un băiat dur de la fermă, și celălalt, un băiat de culoare foarte bun la învățătură - care evoluează într-o prietenie nebănuită.
Familiile băieților pun la punct un plan pentru a-i învăța o lecție după lupta acestora, dar un cățeluș rănit este cel care îi face să fie prieteni buni în cele din urmă. Este magia Crăciunului care face ca băieții să afle despre valorile familiei, speranță și iubire, în ciuda faptului că trăiesc într-o lume umbrită de rasism.

## Distribuție
- Billy Ray Cyrus ca Daniel Burton
- Ben Cotton ca Buddy
- Emily Tennant ca Sarah
- Jacob Blair ca DJ
- Matt Ward ca Rodney
- Liam James ca Bobby
- Tom McBeath ca Earl
- Jessica McLeod ca tânăra Sarah
- Darien Provost ca tânărul Bobby
- Zak Ludwig ca tânărul DJ
- Nico McEown ca Jimmy Ray
- Stefanie Samuels ca Angela
- Tom Heaton ca Wylie
- Rukiya Bernard ca Charlane
- Jaishon Fisher ca tânărul Rodney
- Julian Christopher ca Shoup
- Paul Herbert ca Clancey
- Candus Churchill ca Eunice
- Stacee Copeland ca Soră medicală
- Lossen Chambers ca Celie

## Legături externe
- Crăciunul în Canaan la Internet Movie Database
- Crăciunul în Canaan la CineMagia
- "We'll Get By Somehow (We Always Do)" Music Video Arhivat în 4 ianuarie 2010, la Wayback Machine.
- Billy Ray Official Site Arhivat în 28 decembrie 2009, la Wayback Machine.

## Vezi și
- Filmografia lui Billy Ray Cyrus
- Christmas Comes Home to Canaan